# De Sterke Samsom
De Sterke Samsom is de naam van een patriciërswoning, die in de 19e eeuw diende als burgemeesterswoning aan de Oosthaven in de Nederlandse plaats Gouda.
Het pand heeft in de loop der tijd, verschillende functies gehad, zo was er in de 17e eeuw een kostschool voor meisjes in gevestigd. In het midden van de 18e eeuw werden enkele middeleeuwse panden aan de Oosthaven in opdracht van de Goudse regent Francois de Mey samengevoegd tot één woning. De voorgevel dateert uit deze periode. In de 19e eeuw werd dit de ambtswoning van de Goudse burgemeester Nicolaas IJzendoorn. Ook zijn zoon Albertus Adrianus van Bergen IJzendoorn, die hem als burgemeester opvolgde, gebruikte deze woning als zijn ambtswoning. Hij legateerde de achter zijn woning gelegen tuin aan de gemeente Gouda. Na zijn overlijden in 1895 werd de tuin bij het Houtmansplantsoen gevoegd. In 1927 werd Egbertus Gerrit Gaarlandt benoemd tot burgemeester van Gouda. De Sterke Samson kwam in zijn bezit. Gaarlandt stelde het pand beschikbaar aan de Goudsche Industrie- en Huishoudschool. Na een grondige verbouwing door architect D. Stuurman, werd de school in 1932 in gebruik genomen. In 1952 verliet de school het pand en startte als Algemene School voor Lager en Middelbaar Beroepsonderwijs 'De Breevaart' aan het Jan van Renesseplein 1 in Gouda.
De Goudse kunstschilder Carla Rodenberg heeft in de 20e eeuw jarenlang illegaal in de Sterke Samsom gewoond en gewerkt.